# Munkácsi római katolikus egyházmegye
A Munkácsi római katolikus egyházmegye (latinul: Dioecesis Munkacsiensis Latinorum) római katolikus egyházmegye Ukrajna területén, Kárpátalján. 2002-ben jött létre az 1993-ban alapított Kárpátaljai apostoli kormányzóság utódjaként. Védőszentje Tours-i Szent Márton. Jelenlegi püspöke Lucsok Péter Miklós OP

## Történelem

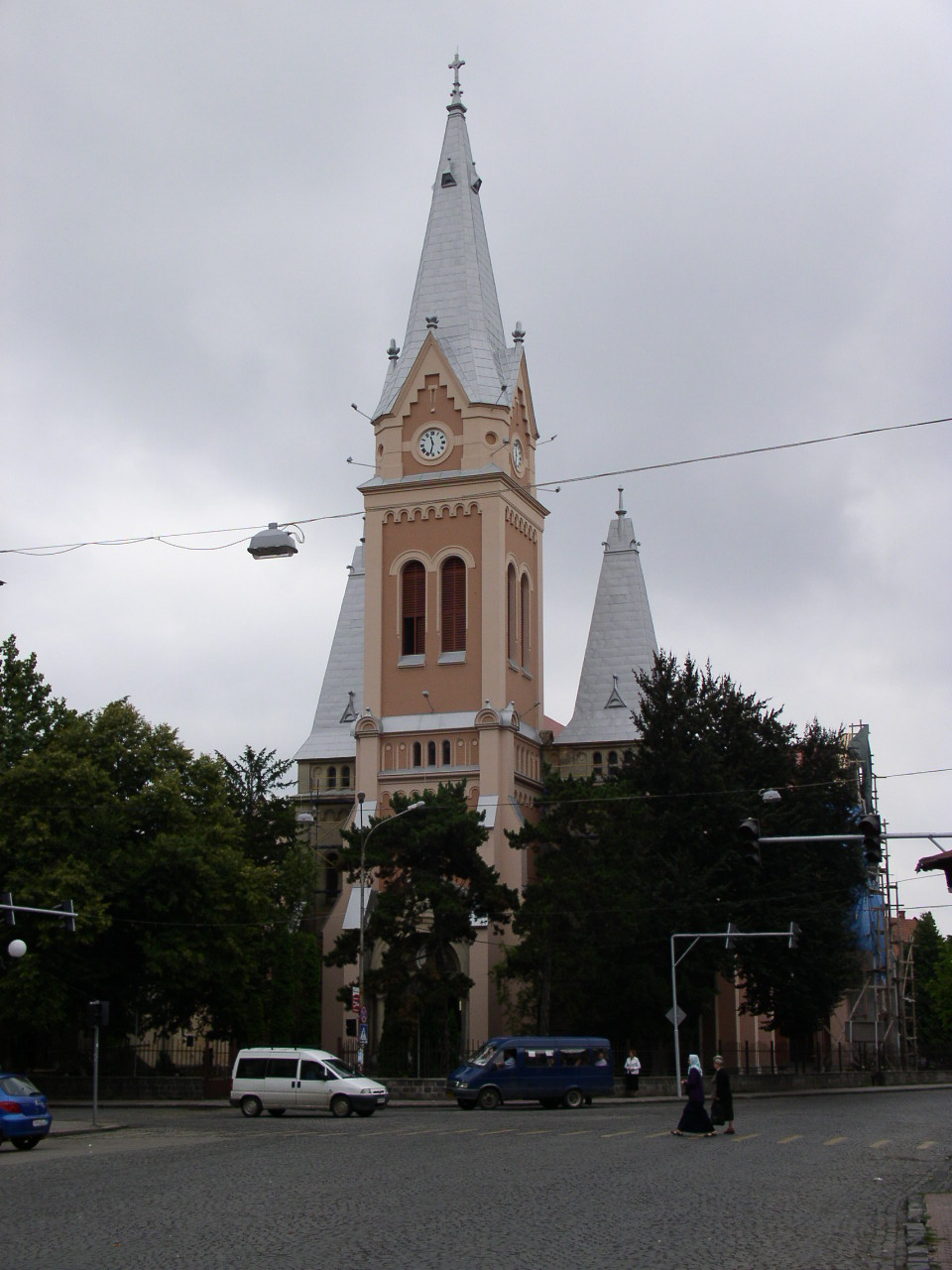
Tours-i Szent Márton-székesegyház (Munkács)

A Kárpátaljai apostoli kormányzóságot (Transcarpatiae Latinorum) 1993. augusztus 14-én hozták létre, a Szatmári egyházmegyéről leválasztva. Ezzel egyedülálló az ukrajnai egyházmegyék között, mivel az összes többit a Lvivi főegyházmegyéről választották le. Első, ideiglenes apostoli adminisztrátora Antonio Franco kijevi apostoli nuncius lett 1997-es lemondásáig. Az 1990-es évek elején mindössze nyolc idős pap működött Kárpátalján.
Majnek Antalt, a nagyszőlősi ferences misszió vezetőjét 1995. december 9-én nevezte ki segédpüspökké II. János Pál pápa, majd 1997-től ő lett az apostoli adminisztrátor. Az ő feladata lett az egyházszervezet felépítése. 2001-ben még mindig csak papja volt az egyházmegyének, rajtuk kívül missziós papok (változó személyi állománnyal, egyszerre akár hat országból) és szerzetespapok szolgáltak Kárpátalján. Eddigre az összes, még álló templomot, valamint 17 plébániaépületet és 13 egyéb egyházi épületet kapott vissza az egyházmegye. Az alapítást követő első nyolc évben 19 új templomot építettek, létrehoztak karitatív szervezeteket, valamint 11 szerzetesház jött létre.
Az addigi apostoli kormányzóságot 2002. március 27-én emelték egyházmegyei rangra, első megyéspüspöke Majnek Antal lett.
2022. január 28-án Ferenc pápa elfogadta Majnek Antal püspök lemondását az egyházmegye kormányzásáról és sede vacante apostoli kormányzóvá nevezte ki Lucsok Péter Miklós segédpüspököt.

## Szervezet

### Az egyházmegyében szolgálatot teljesítő püspökök
| Fénykép | Név, beosztás                                            | Születési helye, ideje                 | Kinevezés dátuma                                                                                              |
| ------- | -------------------------------------------------------- | -------------------------------------- | --- |
|         | Majnek Antal munkácsi római katolikus püspök             | Budapest, 1951. november 18. (73 éves) | kárpátaljai segédpüspöknek kinevezve: 1995. december 9. munkácsi püspök: 2002. március 27. - 2022. január 28. |
|         | Lucsok Péter Miklós munkácsi római katolikus segédpüspök | Munkács, 1974. március 26. (50 éves)   | munkácsi római katolikus segédpüspök: 2019. november 11. sede vacante apostoli kormányzó: 2022. január 28. -  |

#### Korábbi püspökök
- Antonio Franco kijevi apostoli nuncius, apostoli adminisztrátor (1993–1997)
- Majnek Antal OFM apostoli adminisztrátor (1997–2002), megyés püspök (2002–2022)[1]

### Egyházközségek
Az egyházmegye területén 97 plébánia és 100 misézőhely található.
Kárpátalján 2016 elején 20 egyházmegyés és 20 missziós pap szolgál. Hét kispap készül a hivatására, közülük négy ukrán anyanyelvű. Munkácson (korábban Nagyszőlősön) hároméves hitoktatói képzés működik.

## Szomszédos egyházmegyék
- Debrecen-Nyíregyházi egyházmegye
- Kassai főegyházmegye
- Lvivi római katolikus főegyházmegye
- Przemyśli főegyházmegye
- Szatmári római katolikus egyházmegye